# آراپ بتکه
آراپ بتکه (انگلیسی: Arap Bethke؛ زادهٔ ۱۲ مارس ۱۹۸۰) یک هنرپیشه اهل مکزیک است.
از فیلم‌ها یا برنامه‌های تلویزیونی که وی در آن نقش داشته‌است می‌توان به دستورالعمل‌های شامل نشده اشاره کرد.